# Parkerthraustes
Parkerthraustes is een monotypisch geslacht van vogels uit de familie familie Thraupidae (Tangaren). De wetenschappelijke naam van het geslacht is voor het eerst geldig gepubliceerd in 1997.
- Parkerthraustes humeralis  – Geelschouderkardinaal